# Robert B. Crosby
Robert Berkey Crosby (* 26. März 1911 in North Platte, Nebraska; † 7. Januar 2000 in Lincoln, Nebraska) war ein US-amerikanischer Politiker und von 1953 bis 1955 der 28. Gouverneur des Bundesstaates Nebraska.

## Frühe Jahre und politischer Aufstieg
Robert Crosby besuchte das Hastings College und die University of Minnesota, die er 1931 abschloss. Anschließend studierte er an der Harvard University Jura. Dort machte er im Jahr 1935 sein juristisches Examen. Nach seiner Zulassung als Anwalt eröffnete er in North Platte eine Kanzlei. Crosby war Mitglied der Republikanischen Partei. In den Jahren 1940 und 1942 wurde er in die Nebraska Legislature gewählt. 1943 war er dort Parlamentspräsident. Während des Zweiten Weltkrieges diente er von 1944 bis 1946 in der US Navy. Zwischen 1947 und 1949 war er Vizegouverneur von Nebraska. Im November 1952 wurde er zum neuen Gouverneur gewählt, wobei er sich mit 61:39 Prozent der Stimmen deutlich gegen den Demokraten Walter R. Raecke durchsetzte.

## Gouverneur von Nebraska
Crosbys zweijährige Amtszeit begann am 8. Januar 1953. In dieser Zeit förderte er das industrielle Wachstum. Auch ein neues Steuergesetz wurde verabschiedet. Außerdem musste der Gouverneur wegen einiger Todesfälle bzw. Rücktritte gleich drei US-Senatoren ernennen, die die angebrochene Amtszeiten bis zu den nächsten Wahlen beenden mussten. Ansonsten verlief seine Amtszeit ohne besondere Vorkommnisse. Nach dem Ende seiner Amtszeit betätigte sich Crosby wieder als Anwalt. Diesen Beruf übte er bis kurz vor seinem Tod im Jahr 2000 aus. Zwischen 1956 und 1976 war er mit Ausnahme des Jahres 1968 Delegierter auf allen Republican National Conventions. Crosby war Präsident der Handelskammer von North Platte und Mitglied der amerikanischen Anwaltskammer. Er war auch in zahlreichen anderen Organisationen vertreten. Robert Crosby war zweimal verheiratet und hatte insgesamt zwei Kinder.